# 282
Het jaar 282 is het 82e jaar in de 3e eeuw volgens de christelijke jaartelling.

## Gebeurtenissen

### Romeinse Rijk
- Keizer Probus verlaagt de defensie-uitgaven, het Romeinse leger komt in opstand en vermoordt hem in Sirmium (Servië).
- Marcus Aurelius Carus wordt op de Balkan door zijn troepen uitgeroepen tot Augustus en erkend als keizer van Rome.
- Carus verslaat de Quaden en de Sarmaten die Pannonië binnenvallen. Hij versterkt de Donaugrens tegen de Goten.
- Carus benoemt zijn zoon Marcus Aurelius Carinus tot Caesar en laat hem regeren over het West-Romeinse Rijk.

## Overleden
- Marcus Aurelius Probus (50), keizer van het Romeinse Rijk